# Montcalb
Montcalb es una entidad de población española del municipio de Guixers, perteneciente a la provincia de Lérida, en la comunidad autónoma de Cataluña.

## Toponimia
El nombre del lugar puede encontrarse mencionado con las grafías Moncalp Montcalb.

## Historia
A mediados del siglo XIX, la aldea pertenecía a Sisquer. Aparece descrita en el decimoprimer volumen del Diccionario geográfico-estadístico-histórico de España y sus posesiones de Ultramar de Pascual Madoz de la siguiente manera:

MONCALP: ald. que forma parte del pueblo de Sisquer, de cuya parr. es anejo, en la prov. de Lérida, part. jud. y dioc. de Solsona, aud. terr. y c. g. de Barcelona: parte de las casas con una igl. bajo la advocacion de San Pedro, estan reunidas y sit. en el declive meridional del monte del mismo nombre, y parte dispersas al S. del térm. á uno y otro lado del r. Aigua de Valls, que forman tambien otro anejo con una igl. dedicada á Sta. Maria de Valls: para las demas noticias del término, terreno y riqueza (V. Sisquer).
(Madoz, 1848, p. 483)

En 2024 la entidad singular de población de Montcalb, perteneciente al municipio de Guixers, tenía empadronados 13 habitantes.

## Patrimonio
En la localidad hay una iglesia bajo la advocación de San Pedro.